# Giorgia O'Brien
Giorgia O'Brien, all'anagrafe Giorgia Montana (Palermo, 11 maggio 1928 – Palermo, 17 agosto 2004), è stata una cantante e attrice italiana.
Prima diva transgender degli anni cinquanta e sessanta, dotata di un'estensione vocalica che le permise di esibirsi sia come soprano sia come baritono.

## Biografia
Nata maschio a Palermo, fin da piccola mostrò predisposizione per il canto e a otto anni si esibiva nei cori amatoriali della città, sognando di diventare diva del melodramma. Dopo varie visite da un endocrinologo emerse il suo ermafroditismo, grazie al quale possedeva una corda vocale maschile e una femminile, che gli permise di usare toni da baritono e di soprano con estrema disinvoltura con una voce che poteva raggiungere elevate estensioni. Seppur scettici, i genitori gli/le permisero di prendere lezioni di canto per affinare e gestire la voce. 
Nel 1947 fece colpo sulla commissione dell'Accademia Nazionale di Santa Cecilia con la sua interpretazione dell'aria Un bel dì vedremo della Madama Butterfly, ma trovò molta difficoltà a causa del perbenismo e moralismo imperante.
Si trasferì prima in Germania e poi in Francia, dove lavorò in numerosi spettacoli come fantasista en travesti per diverse compagnie teatrali, al fianco di altri artisti affermati come Coccinelle. I suoi spettacoli erano caratterizzati da abiti di lustrini e paillettes che richiamavano quelli di Wanda Osiris, e da un corpo di ballo che comprendeva una giovane Raffaella Carrà.
Al ritorno in Italia diventò una diva dell'avanspettacolo, esibendosi presso il Teatro Ambra Jovinelli di Roma con un repertorio che andava dalle canzonette alle arie della Callas, ricevendo il plauso di numerose personalità tra cui Anna Magnani e Luchino Visconti. Ma il troppo successo le si rivoltò contro, tanto che nel 1964 venne estromessa dagli ambienti dell'avanspettacolo.
Nel 1970 si operò a Casablanca. Tornò in Italia col nome di Giorgia e O'Brien in omaggio a Margaret O'Brien, la Beth del film Piccole donne (1949). Lavorò tre anni al Teatro Piccolo di Milano, e lavorò con Patrice Chéreau, Sylvano Bussotti, Lucia Poli, Ugo Gregoretti, Franco Zeffirelli e Giuseppe Bertolucci, il quale le affidò un ruolo nel film Oggetti smarriti (1979). 
Vittorio Caprioli si ispirò a lei per la sua trasposizione de La cavalcata delle valchirie, dove la diva sostenne il doppio ruolo di Brunilde (soprano) e Wotan (basso). 
Per il cinema lavorò per Roberto Benigni in Johnny Stecchino (1991), dove interpretò la moglie del ministro. Dal 1996 al 1998, interpretò diversi ruoli in spettacoli al Teatro lelio di Palermo. Nel 1999 si esibì al fianco di Sergio Cammariere al Teatro Flaiano di Roma, dove ripropose il suo repertorio. Nel 2000 l'amico Gianfranco Mingozzi le affidò una parte nel suo film Tobia al caffè.
Giorgia O'Brien morì nel 2004 dopo una breve malattia, lasciando il marito Georges Argand, che morì poco dopo. Nel 2008 Gianfranco Mingozzi raccontò la sua vita nel documentario Giorgio/Giorgia - Storia di una voce, presentato nella sezione "L'altro Cinema - Extra" nel corso del Festival Internazionale del Film di Roma 2008 e alla 24ª edizione del Torino GLBT Film Festival - Da Sodoma a Hollywood.

## Filmografia

### Cinema
- Travolto dagli affetti familiari, regia di Mauro Severino (1978)
- Oggetti smarriti, regia di Giuseppe Bertolucci (1980)
- Johnny Stecchino, regia di Roberto Benigni (1991)
- Tobia al caffè, regia di Gianfranco Mingozzi (2000)

### Televisione
- Professione vacanze - serie TV, 1 episodio (1987)
- Tutti in palestra - miniserie TV, 3 episodi (1989)